# سیپروفلوکساسین
سیپروفلوکساسین (به انگلیسی: Ciprofloxacin) یک آنتی‌بیوتیک فلوروکینولونی است که برای درمان تعدادی از عفونت‌های باکتریایی استفاده می‌شود. این عفونت‌ها شامل عفونت‌های مفصلی و استخوانی، عفونت‌های داخل شکمی، انواع خاصی از اسهال عفونی، عفونت‌های دستگاه تنفسی، عفونت‌های پوستی، تب حصبه و عفونت‌های دستگاه ادراری و غیره است. گاهی جهت درمان عفونت‌ها، سیپروفلوکساسین به همراه آنتی‌بیوتیک‌های دیگر، تجویز می‌شود. این دارو به‌صورت قرص خوراکی، قطرهٔ چشمی، قطرهٔ گوش یا تزریق وریدی تجویز می‌شود.
اثرات جانبی شایع عبارت‌اند از تهوع، استفراغ و اسهال. اثرات جانبی شدید، شامل افزایش خطر پارگی تاندون، توهم و آسیب عصبی است. در افراد مبتلا به میاستنی گراویس، ضعف عضلانی بدتر می‌شود. به‌نظر می‌رسد میزان اثرات جانبی بیشتر از برخی از گروه‌های آنتی‌بیوتیک مانند سفالوسپورین‌ها است اما کمتر از سایر گروه‌ها مانند کلیندامایسین است. پژوهش‌ها در مورد این دارو روی حیوانات دیگر، نگرانی‌هایی را در مورد استفاده از آن در هنگام بارداری ایجاد کرده‌است. با این‌حال، هیچ مشکلی در فرزندان تعداد کمی از زنانی که این دارو را هنگام بارداری مصرف کرده‌اند، شناسایی نشد. همچنین به‌نظر می‌رسد که مصرف آن در دوران شیردهی بی‌خطر باشد. این دارو یک فلوروکینولون نسل دوم و یک آنتی‌بیوتیک گسترده‌اثر است که معمولاً منجر به مرگ باکتری می‌شود. سیپروفلوکساسین در سال ۱۹۸۰ ثبت اختراع شد و در سال ۱۹۸۷ معرفی شد. این دارو در فهرست داروهای ضروری سازمان جهانی بهداشت قرار دارد. سازمان جهانی بهداشت، سیپروفلوکساسین را به‌عنوان دارویی بسیار مهم برای پزشکی انسانی طبقه‌بندی می‌کند. اکنون این دارو به‌عنوان یک داروی ژنریک در دسترس است.

## شکل‌های دارو
- قرص‌های ۲۵۰، ۵۰۰ و ۷۵۰ میلی‌گرمی.
- آمپول (۵٪ و ۱۰٪ در ۱۰۰ میلی‌لیتر)
- قطره‌های چشمی و گوشی[۷]

## موارد مصرف
به‌عنوان آنتی‌بیوتیک در درمان:
- عفونت‌های ادراری (به‌عنوان نخستین درمان آنتی‌بیوتیکی پیشنهاد نمی‌شود زیرا عوارض سیپروفلوکساسین شدید و گسترده‌است در حالی که عفونت‌های ادراری با آنتی‌بیوتیک‌های کم عارضه ترِ دیگر درمان می‌شود)
- عفونت مثانه (سیستیت) در بانوان (به‌عنوان نخستین درمان آنتی‌بیوتیکی پیشنهاد نمی‌شود)
- پروستاتیت باکتریایی مزمن (به‌عنوان نخستین درمان آنتی‌بیوتیکی پیشنهاد نمی‌شود)
- عفونت‌های دستگاه تنفسی تحتانی (به‌عنوان نخستین درمان آنتی‌بیوتیکی پیشنهاد نمی‌شود)
- سینوزیت حاد (به‌عنوان نخستین درمان آنتی‌بیوتیکی پیشنهاد نمی‌شود)
- عفونت‌های پوستی
- عفونت‌های استخوان و مفصل
- تب تیفوئید به علت Salmonella typhi
- اسهال عفونی
- طاعون و سیاه زخم

## مکانیسم اثر
سیپروفلوکساسین پس از نفوذ به غشای سلول باکتری، سنتز دی‌ان‌ای را با جلوگیری از اثر دی‌ان‌ای‌ژیراز در باکتری متوقف می‌کند. دی‌ان‌ای ژیراز آنزیم بازپیچانندهٔ مارپیچ دی‌ان‌ای از هم باز شده‌است؛ در نتیجه هنگامی که دی‌ان‌ای برای همانندسازی باز می‌شود، فاقد آنزیم لازم برای چرخیدن و پیچ خوردن دوباره خواهد بود و از بین می‌رود.

## عوارض جانبی
سیپروفلوکساسین از گروه داروهای موسوم به فلوروکینولون است. فلوروکینولون‌ها بیش از دیگر رده‌های آنتی‌بیوتیک‌ها موجب عارضه‌های جانبی خیلی جدی می‌شوند. از جمله عوارض آن مشکلات عصبی بازگشت‌ناپذیر، مشکلات تاندون‌ها، خونریزی کلیه، آسیب کلیوی و در مواردی مشکلات قلبی و کبدی است. تهوع، اسهال، سرگیجه، سبکی در سر، سردرد، و مشکلات خواب ممکن است در هنگام مصرف دارو رخ دهد. اگر هر یک از این اثرات در شما باقی بماند یا وخیم‌تر شود، پزشک یا داروساز خود را بی‌درنگ مطلع کنید. به دلیل آسیب به صفحات رشد استخوانی پیش از هجده سالگی ممنوعیت مصرف دارد.
- آسیب کلیه

سیپروفلوکساسین می‌تواند باعث نارسایی حاد کلیه، تشدید بیماری کلیه، نفریت بینابینی (التهاب کلیه)، هماچوری، کولیک کلیوی، ورم کلیه شود. این دارو باید هنگام مصرف با نوشیدن آب فراوان به سرعت دفع شود زیرا تجمع و تبلور رسوبات و اگزالات آن آسیب جدی به کلیه وارد می‌کند.

## موارد منع مصرف
- بیماران کلیوی (مصرف سیپروفلوکساسین موجب تشدید آسیب و مشکلات کلیوی می‌گردد، البته در صورت وجود عفونت در کلیه، از این دارو استفاده می‌گردد)
- در افراد زیر هجده سال مطلقاً نباید مصرف شود.